# Galeruca microptera
Galeruca microptera là một loài bọ cánh cứng trong họ Chrysomelidae. Loài này được Havelka miêu tả khoa học năm 1954.